# Лукаев, Дмитрий Лазаревич
Дмитрий Лазаревич Лукаев (27.06.1946 — 13.08.2000) — советский и российский архитектор, руководитель Мастерской № 11 «Моспроект-2».
Член Союза Архитекторов СССР (1970—1991) и России (с 1991). Президент Союза Московских Архитекторов (1996—2000). Член-корреспондент РААСН (1994). Профессор, Академик МААМ, Президент Международной ассоциации Союзов архитекторов. Заслуженный архитектор РФ (1999).
Лауреат Государственной премии СССР в области архитектуры.

## Биография
Родился 27 июня 1946 года в Москве.

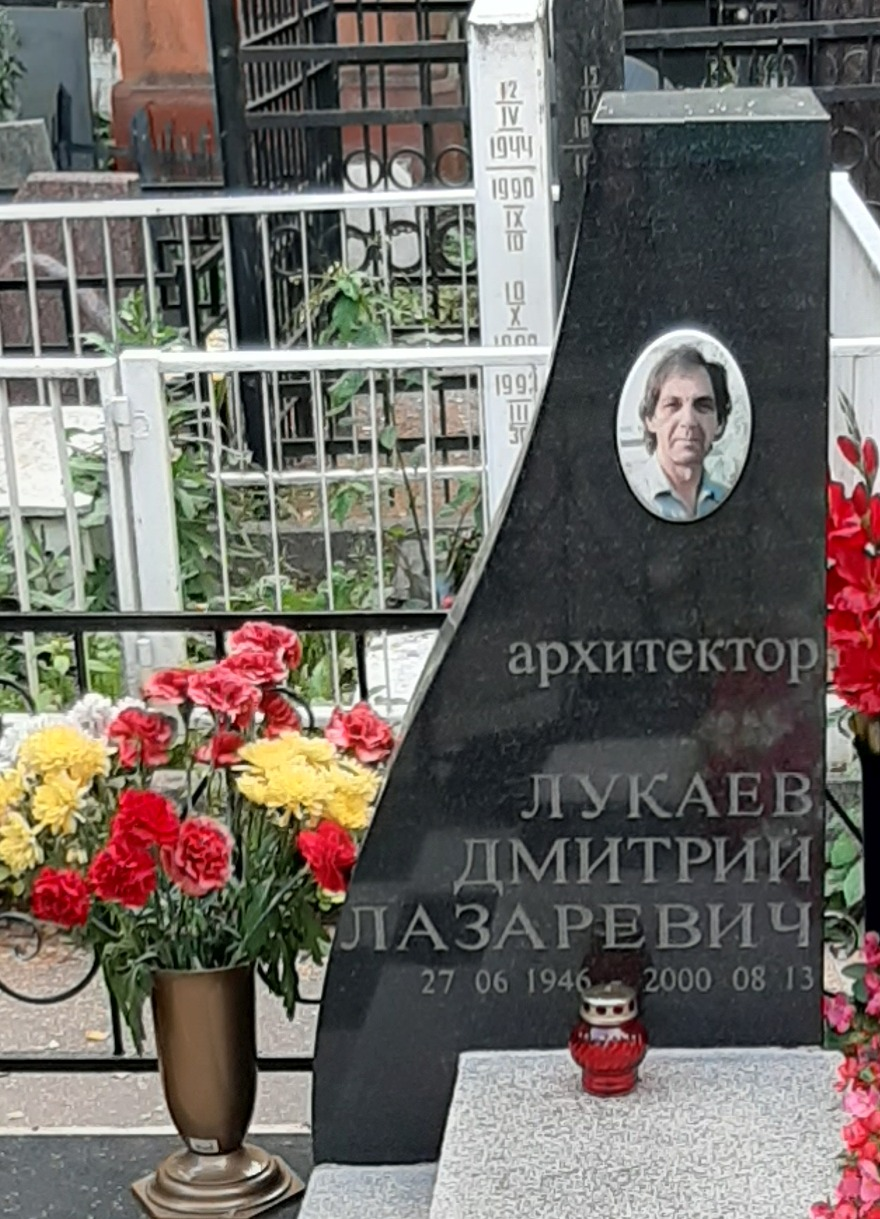
Могила на Ваганьковском кладбище

Отец Лукаев Лазарь Панайотович 1909 г рождения, преподаватель Московского Архитектурного института, заведующий кафедрой строительных материалов проректор по учебной части. Умер в Москве в 1974 г.
1961 г поступил в школу с художественным уклоном, которую закончил со специальностью художник-декоратор.
1964 г поступил в Московский Архитектурный институт, где учился у профессоров Б. Г. Бархина, В. А. Ушакова, А. Б. Некрасова. С 3-го по 6-й курс был Ленинским стипендиатом.
1970 г закончил Московский Архитектурный институт с отличием.
1970 г поступил на работу в должности архитектора в мастерскую № 8 Моспроекта-2.
1982—1986 г преподавал в Строгановском институте на кафедре Интерьер без отрыва от работы в Моспроекте-2
1987 г поступил на работу во вновь организованную мастерскую 11 на должность руководителя мастерской. Руководил мастерской до 2000 г.
1992 г избран членом президиума Союза Московских архитекторов.
1996 г избран президентом Союза Московских архитекторов.
После тяжелой болезни скоропостижно скончался в 2000 в своем загородном доме в Ватутинках (Моск. обл.). Похоронен на Ваганьковском кладбище.

## Проекты и постройки
- Комплекс Межведомственного учебного центра на Мичуринском проспекте 62 в Москве (1971—1988);[3]
- Проектные предложения по малоэтажному строительству для Москвы из типовых элементов (1976);
- Проектные предложения по реконструкции Павелецкого вокзала в Москве (1976—1978);
- Торговое представительство СССР в Марокко, Рабат (1980);
- Торговое представительство СССР в Италии, Рим (1982);
- Мраморный зал 14 корпус Кремля в Москве (1982);
- Реконструкция жилого дома на Малой Молчановке, 8 в Москве (1983);
- Лабораторно-испытательный комплекс на Новочеремушкинской ул. в Москве (1985);
- Памятник погибшим сотрудникам ВЦСПС в 1941—1945 годах (1985);
- Реконструкция пешеходной улицы Арбат, I-я очередь (1985);
- Реконструкция павильона на Патриарших прудах в Москве (1985—1986);
- Торговое представительство СССР в Аргентине, Буэнос-Айрес (1986—1988);
- Комплекс МГТУ им. Н. Э. Баумана в Щербинке, Московская область (1987—1991);
- Учебно-методический центр НТЦ МГУ «Ленинские горы» в пос. Нижнего Валуево Ленинского района Московской обл. (1991);
- Офисно-гостиничный комплекс на ул. Введенского в Москве (1991);
- Станция технического обслуживания автомобилей «Логоваз» на ул. Волгина в Москве (1991—1992);
- Гостинично-деловой комплекс на пересечении Варшавского шоссе и Нахимовского проспекта в Москве (1991—1992);
- Станция технического обслуживания автомобилей «Автотемп» на ул. Тульской в Москве (1991—1993);
- Концепция развития «Бизнес-парка» и разноэтажной жилой застройки на Мичуринском проспекте в Москве (1992);
- Туристический комплекс «Киви-Лонж» в Горно-Алтайске (1992);
- Восстановление строения 5 по адресу 1-й Троицкий пер. вл. 12/2, Олимпийский проспект в Москве (1992—1993) Построено 1994;
- Концепция развития квартала между Олимпийским проспектом, ул. Щепкина и Садовым кольцом (1993);
- Торгово-коммерческий дом «Кыргызстан», по адресу Профсоюзная ул.,83 в Москве (1993);
- Станция технического обслуживания автомобилей «Авторем» на Профсоюзной ул., в Москве (1993);
- Административное здание ИБРАЭ РАН на Профсоюзной ул. в Москве (1993);
- Кино-культурный общественный центр «Союз Агат-Фил», ул. Дурова, Олимпийский проспект в Москве (1993);
- Проект застройки кварталов 7 и 9 в Ивантеевке, Московская область (1993);
- Проект застройки жилого района в Щербинке, Московская область (1993);
- Концепция размещения жилого дома на ул. Губкина в Москве (1993);
- Здание административного назначения в Подсосенском пер., (коммерческий банк Эскадо") в Москве (1993);
- Комплекс культурно-развлекательного назначения «Ночной город» в составе Детского парка чудес в Нижних Мневниках в Москве (1993—1994);
- Учебно-оздоровительный комплекс по адресу Рязанский проспект, д.17 в Москве (1993—1994);
- Станция технического обслуживания автомобилей «Тойота» на Балаклавском проспекте в Москве, совместно с инофирмой «Сканска» (1993—1995);
- Реконструкция здания фирмы «Мосводоканалстрой», Токмаков пер., д.5 в Москве (1993—1995)
- Комплексная реконструкция жилого дома по Трубниковскому пер., стр.13 в Москве (1994, 1999) Построено 2003;
- Строительство комплекса МАБ «ТЕМПБАНК», Крутицкий вал 26 в Москве (1994);
- Эколого-рекреационный центр «Китайский парк» Ботанический сад — ВВЦ (1994—2004);
- Административное здание Москомархитектуры и Мосгорэкспертизы, 2-я Брестская 6-8. в Москве (1994);
- Телевизионный комплекс компании НТВ, Новомосковская-Аргуновская ул. в Москве (1994—1995);
- Реконструкция жилого дома под офисы, ул. Пантелеевская 22 в Москве (1994—1995);
- Концепция градостроительного и объемно-планировочного решения Банковского-делового центра, Овчинниковская наб., д.22 в Москве (1995);
- Жилой комплекс по адресу Мосфильмовская ул. вл. 36а в Москве (1995);
- Комплексная реконструкция площади Киевского вокзала. Деловой и коммерческий центр «Киевская площадь» в Москве (1995—1996);
- Кино-культурный центр «Союз Агат-Фил» на Арбате (1995—1996);
- Реконструкция Манежной площади и строительство торгово-рекреационного комплекса «Охотный ряд» в Москве(1995—1997);
- Подземная автостоянка на площади Революции для ТРК «Охотный ряд» в Москве (1996—1997);
- Подземный переход от Александровского сада к Университету под Моховой ул. вдоль ТРК на Манежной площади (1996) Построено 1997.
- Музей Археологии Москвы на Манежной площади (1995—1997);
- Входной павильон Музея Археологии Москвы на Манежной площади (1997—1998);
- Жилой дом с нежилым 1-м этажом и подземной автостоянкой по адресу 1-й Щипковский пер. вл.30 в Москве (1996—1997);
- Жилой дом по адресу Гончарная ул., 5 в Москве (1996—1997);
- Административное здание АО "Техностройэкспорт " по адресу Садовническая ул. 75 в Москве (1996—1997);
- Реконструкция здания под офисно-гостиничный комплекс по адресу Пестовский пер. 16, стр.2 в Москве (1997);
- Спортивно-оздоровительный комплекс Аквапарк «Аквадром», Аминьевское шоссе, вл.15 (1997—2000) в стадии строительства не окончен и демонтирован после 2010 в связи с банкротством Заказчика;
- Реконструкция здания «ТОЙОТА» Проспект Маршала Жукова д.49, корп.1 (1998—1989);
- Жилой комплекс «Золотые ключи», вторая очередь строительства Минская улица, проезд 726. Концепция развития территории по Минской улице на слиянии рек Раменка и Сетунь в Москве (1998—2000);
- Комплексная застройка участка на пересечении Варшавского шоссе и Павелецкой ж/д (проект);
- Торгово-общественный комплекс «Атриум» на площади Курского вокзала (проект совместно с «A+P Architects») (1998—1999) Построено 2002;
- Многофункциональный комплекс на площади Курского вокзала II оч. (1998);
- Реконструкция строений для учреждения банка Валовая 8-10 (1998);
- Административное здание по адресу Тружеников переулок, д.10 (1998);
- Реконструкция зданий Полномочного представительства республики Татарстан на Котельнической набережной (1999) Построено 2002;
- Торгово-гостиничный комплекс на пл. Рогожской заставы (1999);
- Реконструкция здания МААС и пристройка СМА (концепция) пер. Гранатный 3/2 (1998—1999);
- Торговый павильон над входом ст. метро «Тургеневская» пл. Тургеневская в Москве (1999—2000);
- Жилой дом ул. Винокурова 15 в Москве (1999—2000);
- Жилой дом ул. Тверская-Ямская 3 в Москве (1999—2000);
- Элитный жилой комплекс «Грин Хаус» ул. Гришина 23/7 (1999—2002) Построено 2002;
- Элитный жилой комплекс «Грин Хаус» ул. Гришина 23/9 (1999—2004) Построено 2006;
- Жилой дом на ул. Народного ополчения 33/4 (1999—2000);
- Жилой дом на ул. Никулинская 5 (1999—2000);
- Парк ЦДРА Социально-культурный центр, ул. Б.Екатерининская 26 (1999—2001);
- Парк ЦДРА Реконструкция парковых строений (1999—2001);
- Жилой дом на ул. Раменки 20 (2000—2001);
- Жилая застройка кварталов 5-6 на Мичуринском проспекте в Москве (2000—2010);
- Генеральное консульство СССР в Японии, Осака (1976);

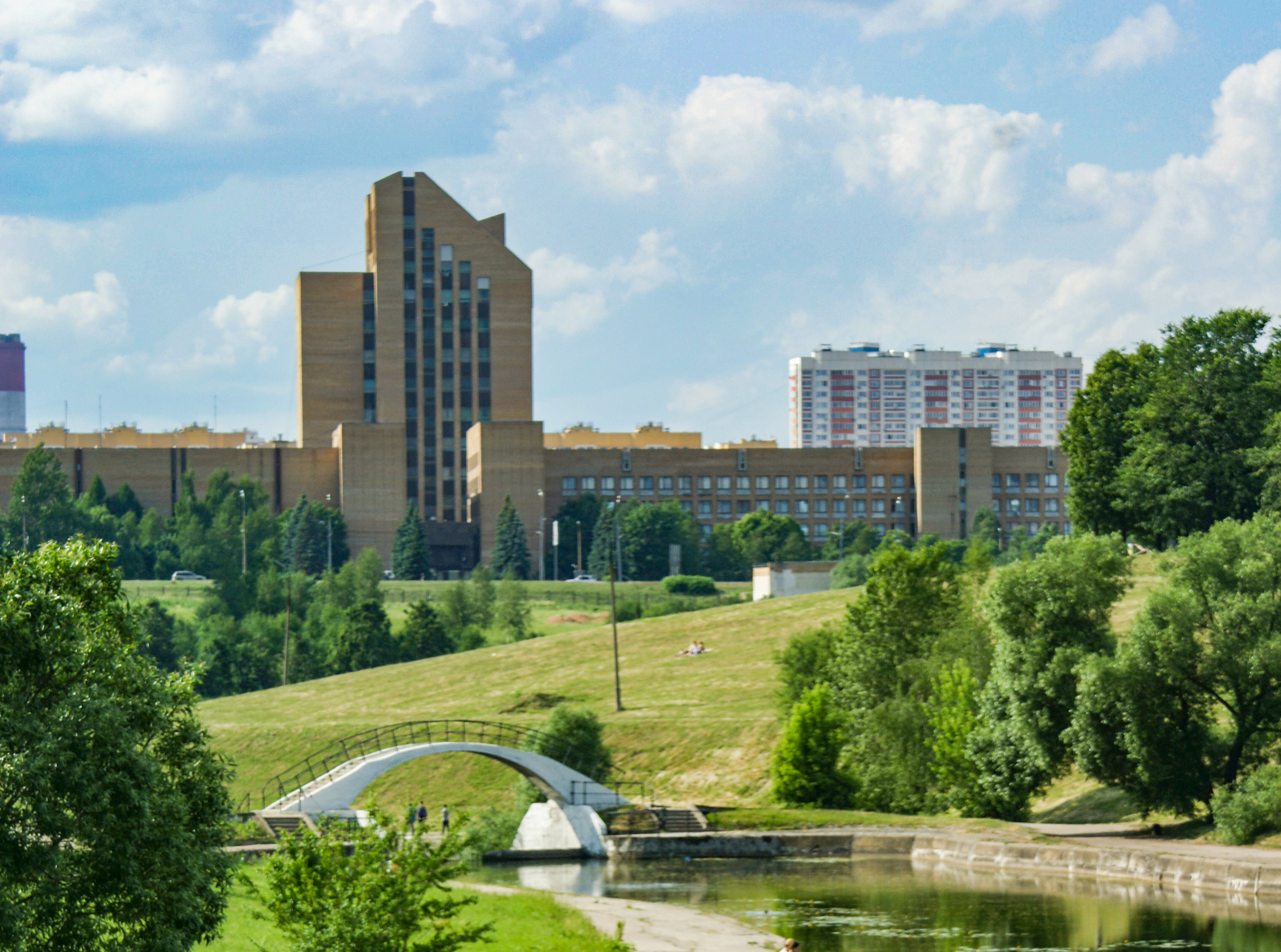
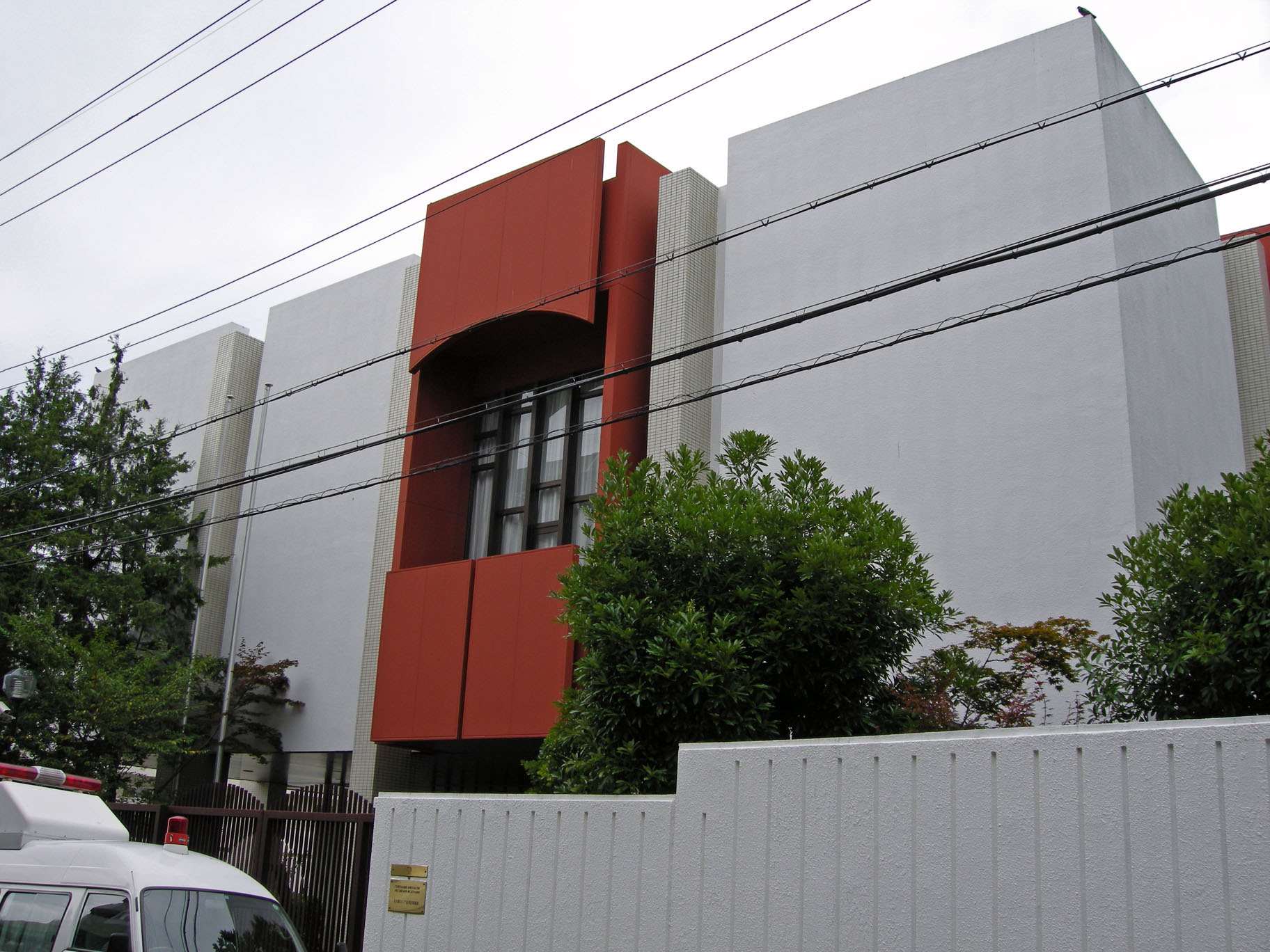

## Конкурсы
- Всесоюзный конкурс на сельский клуб (1967)
- Международный конкурс на жилье в Бразилии (1967)
- Конкурс на новое здание библиотеки им. Ленина (1984)
- Международный конкурс на театр Бастилии в Париже (1985)
- Фонтаны на площадях Москвы, конкурс ГлавАПУ (1986)
- Заказной конкурс на комплекс МГТУ им. Н. Э. Баумана в Щербинке (1987)
- Международный конкурс на проектирование учебно-научного центра курортного дома и туризма в пос. Дагомыс, Сочи (1991)
- Заказной конкурс на лучшее градостроительное решение застройки «МГУ-наука» в Москве (1993)
- Заказной конкурс на застройку квартала Дорогомиловского рынка в Москве (1993)
- Конкурс на реконструкцию Центрального рынка в Москве (1994)
- Заказной конкурс на реконструкцию комплекса аэропорта Внуково (1994)